# Roscoea
Roscoea é um género botânico pertencente à família Zingiberaceae.
Os membros deste género são plantas perenes, nativas da China e Himalaias. As flores assemelham-se a orquídeas.
O género possui cerca de 18 espécies.

## Espécies
- Roscoea alpina
- Roscoea auriculata
- Roscoea cangshanensis
- Roscoea capitata
- Roscoea cautleoides
- Roscoea debilis
- Roscoea forrestii
- Roscoea humeana
- Roscoea kunmingensis
- Roscoea praecox
- Roscoea schneideriana
- Roscoea scillifolia
- Roscoea tibetica
- Roscoea wardii